# Bang rajan
Bang rajan är en by i Thailand där byborna år 1756 stod emot en stor burmesisk armé under cirka ett halvår, och åtta attacker, innan de besegrades i det Burmanesisk-siamesiska kriget 1764–1769.
Beskrivningen av striderna vid Bang rajan är den första som tar upp folkets strid för sitt moderland och deras hjältemod, Thailand, till skillnad mot de vanliga beskrivnngarna av adeln som de stridande. Denna beskrivning har lyfts fram av nationalistiska regeringar för att skapa ett nationellt medvetande och ett politiskt enande inom landet.